# Robert Surtees
Robert L. Surtees (ur. 9 sierpnia 1906 w Covington, zm. 5 stycznia 1985 w Monterey) – amerykański operator filmowy, laureat trzech Oscarów (na trzynaście otrzymanych nominacji) i dwóch Złotych Globów.

## Życiorys
Swoje życie zawodowe rozpoczynał jako fotograf portretowy i retuszer. Działo się to jeszcze zanim w 1927 r. podjął pracę w Universal Studios jako asystent kamerzysty.

## Filmografia
Jako autor zdjęć do 73 filmów długo- i krótkometrażowych:

- Upadły anioł (1943) – reż. Roy Rowland
- 30 sekund nad Tokio (1944) – reż. Mervyn LeRoy
- Dwie dziewczyny i żeglarz (1944) – reż. Richard Thorpe
- Meet the People (1944) – reż. Charles Reisner
- Muzyka dla milionów (1944) – reż. Henry Koster
- Strange Holiday (1945) – reż. Arch Oboler
- Delikatne owoce winorośli (1945) – reż. Roy Rowland
- Lekkomyślna siostra (1946) – reż. Henry Koster
- No Leave, No Love (1946) – reż. Charles Martin
- Taniec nieukończony (1947) – reż. Henry Koster
- Tenth Avenue Angel (1948) – reż. Roy Rowland
- Big City (1948) – reż. Norman Taurog
- Randka z Judy (1948) – reż. Richard Thorpe
- Całując bandytę (1948) – reż. László Benedek
- Akt przemocy (1948) – reż. Fred Zinnemann
- Big Jack (1949) – reż. Richard Thorpe
- That Midnight Kiss (1949) – reż. Norman Taurog
- Intruz (1949) – reż. Clarence Brown
- Skarby króla Salomona (1950) – reż. Andrew Marton, Compton Bennett
- Quo Vadis (1951) – reż. Mervyn LeRoy
- Pasek (1951) – reż. László Kardos
- The Light Touch (1951) – reż. Richard Brooks
- Piękny i zły (1952) – reż. Vincente Minnelli
- Surowa północ (1952) – reż. Andrew Marton
- Wesoła wdowa (1952) – reż. Curtis Bernhardt
- Jedź, kowboju! (1953) – reż. John Farrow
- Mogambo (1953) – reż. John Ford
- Ucieczka z Fortu Bravo (1953) – reż. John Sturges
- The Long, Long Trailer (1954) – reż. Vincente Minnelli
- Dolina królów (1954) – reż. Robert Pirosh
- Trial (1955) – reż. Mark Robson
- Oklahoma! (1955) – reż. Fred Zinnemann
- Opowieść o złym człowieku (1956) – reż. Robert Wise
- Łabędź (1956) – reż. Charles Vidor
- Roztańczone dziewczyny (1957) – reż. George Cukor
- W poszukiwaniu deszczowego drzewa (1957) – reż. Edward Dmytryk
- Merry Andrew (1958) – reż. Michael Kidd
- Prawo i Jake Wade (1958) – reż. John Sturges
- Ben Hur (1959) – reż. William Wyler
- Zaczęło się w Neapolu (1960) – reż. Melville Shavelson
- Cimarron (1960) – reż. Anthony Mann
- Bunt na Bounty (1962) – reż. Carol Reed, Lewis Milestone
- PT 109 (1963) – reż. Leslie H. Martinson
- Kisses for My President (1964) – reż. Curtis Bernhardt
- Kolekcjoner (1965) – reż. William Wyler
- Szatański wirus (1965) – reż. John Sturges
- Na szlaku Alleluja (1965) – reż. John Sturges
- Dzień trzeci (1965) – reż. Jack Smight
- Obława (1966) – reż. Arthur Penn
- Wojna w Algierze (1966) – reż. Mark Robson
- Doktor Dolittle (1967) – reż. Richard Fleischer
- Absolwent (1967) – reż. Mike Nichols
- Blef Coogana (1968) – reż. Don Siegel
- Układ (1969) – reż. Elia Kazan
- Słodka Charity (1969) – reż. Bob Fosse
- Muły siostry Sary (1970) – reż. Don Siegel
- Prawo gwałtu (1970) – reż. William Wyler
- Lato roku 1942 (1971) – reż. Robert Mulligan
- Ostatni seans filmowy (1971) – reż. Peter Bogdanovich
- Kowboje (1972) – reż. Mark Rydell
- Odmieniec (1972) – reż. Robert Mulligan
- Żądło (1973) – reż. George Roy Hill
- Zagubiony horyzont (1973) – reż. Charles Jarrott
- Taka była Oklahoma (1973) – reż. Stanley Kramer
- Hindenburg (1975) – reż. Robert Wise
- Wielki Waldo Pepper (1975) – reż. George Roy Hill
- Narodziny gwiazdy (1976) – reż. Frank Pierson
- Punkt zwrotny (1977) – reż. Herbert Ross
- Za rok o tej samej porze (1978) – reż. Robert Mulligan
- Bracia krwi (1978) – reż. Robert Mulligan

## Nagrody i nominacje
- 1945 – nominacja do Oscara w kategorii: najlepsze zdjęcia do filmu czarno-białego za 30 sekund nad Tokio
- 1951 – Oscar w kategorii: najlepsze zdjęcia do filmu kolorowego za Skarby króla Salomona
- 1951 – Złoty Glob w kategorii: najlepsze zdjęcia kolorowe za Skarby króla Salomona
- 1952 – nominacja do Oscara w kategorii: najlepsze zdjęcia do filmu kolorowego za Quo Vadis
- 1952 – Złoty Glob w kategorii: najlepsze zdjęcia kolorowe za Quo Vadis
- 1953 – Oscar w kategorii: najlepsze zdjęcia do filmu czarno–białego za Piękny i zły
- 1956 – nominacja do Oscara w kategorii: najlepsze zdjęcia do filmu kolorowego za Oklahoma!
- 1960 – Oscar w kategorii: najlepsze zdjęcia do filmu kolorowego za Ben Hur
- 1963 – nominacja do Oscara w kategorii: najlepsze zdjęcia do filmu kolorowego za Bunt na Bounty
- 1968 – nominacja do Oscara w kategorii: najlepsze zdjęcia za Doktor Dolliatle
- 1968 – nominacja do Oscara w kategorii: najlepsze zdjęcia za Absolwent
- 1972 – nominacja do Oscara w kategorii: najlepsze zdjęcia za Ostatni seans filmowy
- 1972 – nominacja do Oscara w kategorii: najlepsze zdjęcia za Lato roku 1942
- 1974 – nominacja do Oscara w kategorii: najlepsze zdjęcia za Żądło
- 1976 – nominacja do Oscara w kategorii: najlepsze zdjęcia za Hindenburg
- 1977 – nominacja do Oscara w kategorii: najlepsze zdjęcia za Narodziny gwiazdy
- 1978 – nominacja do Oscara w kategorii: najlepsze zdjęcia za Punkt zwrotny
- 1979 – nominacja do Oscara w kategorii: najlepsze zdjęcia za Za rok o tej samej porze